# Tauschzentrale

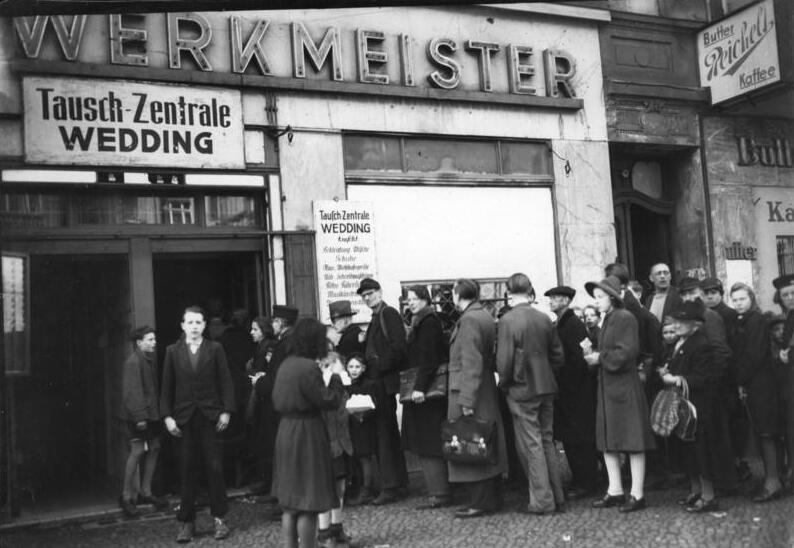
Tauschzentrale Berlin-Wedding 1947

Eine Tauschzentrale (oder Tausch-Zentrale) war eine Einrichtung, die während und nach dem Zweiten Weltkrieg Privatpersonen die Möglichkeit gab, gegen Abgabe nicht mehr benötigter Gebrauchsgüter Bedarfsartikel aus zweiter Hand zu erwerben. Es handelte sich hierbei um eine legale Alternative zum Schwarzmarkt. Hinsichtlich ihrer ökonomischen Bedeutung waren Tauschzentralen eine Randerscheinung.

## Funktionsweise und Organisation
Ein nicht mehr benötigter Artikel, zum Beispiel ein gebrauchtes Fahrrad, wurde zur Tauschzentrale gebracht. Dort wurde der Wert in Reichsmark (in Preisen des Jahres 1938) geschätzt. Kam die Transaktion zustande, konnte ein Nutzer sich für den Gegenwert Artikel aus dem Warenbestand dieser Einrichtung aussuchen. Häufig wurde auch ein Gutschein ausgestellt, der einen Bezug solcher Waren zu einem späteren Zeitpunkt ermöglichte.
Die Tauschzentralen wurden auf kommunaler Ebene eingerichtet. Zum Teil erfolgte dies durch die lokalen Wirtschaftsämter. In Bremen agierte eine solche Behörde recht erfolgreich, indem sie in einem bekannten örtlichen Kaufhaus Räumlichkeiten anmietete. Andernorts wurde diese Aufgabe der Wirtschaft übertragen. Einzelhändler, Pfandleiher und andere Unternehmen bildeten kleine Tauschzentralen, die an manchen Orten zu sogenannten Tauschringen zusammengeschlossen waren. Dies ermöglichte es den Nutzern einen Gegenstand zum Beispiel in einem Haushaltswarengeschäft abzugeben, und sich dann im Gegenzug etwa in einem Textilgeschäft ein Kleidungsstück auszusuchen. Dieses zweite Modell wurde in der Nachkriegszeit besonders erfolgreich im Großraum Stuttgart praktiziert.

## Historische Entwicklung
Bereits kurz nach Kriegsbeginn wurden sogenannte Schuhtauschzentralen gegründet. In diesem Bereich war die Materialversorgung besonders prekär. Insbesondere erwies es sich als schwierig, passende Kinderschuhe bereitzustellen. Da es auch hinsichtlich anderer Gebrauchsgüter einen Bedarf für ein solches Arrangement gab, kam es am 28. Dezember 1942 zur Gründung der ersten allgemeinen Tauschzentrale in Königsberg. Dieses Modell wurde propagiert, auch weil die nationalsozialistisch geprägte Verwaltung den Handel „von Privat für Privat“ als Schlupfloch für den Schwarzhandel betrachtete, den es zu unterbinden galt. Tauschzentralen wurden in vielen Großstädten, aber auch in manchen kleineren Orten gegründet.
Nach dem Zusammenbruch des nationalsozialistischen Regimes verschlechterte sich die wirtschaftliche Lage der deutschen Bevölkerung gravierend. Gerade die amerikanische Besatzungsmacht erkannte die Rolle der Tauschzentralen sehr schnell und drang darauf, existierende Projekte fortzuführen sowie neue Tauschzentralen zu eröffnen. So wurde im Sommer 1945 eine erste Einrichtung dieser Art in Berlin eröffnet. Sie entstanden allerdings auch in allen anderen Besatzungszonen Deutschlands sowie in Österreich. In der sowjetischen Besatzungszone in Deutschland wurden sie unter dem Dach der Wohlfahrtsorganisation Volkssolidarität betrieben. Eine Besonderheit stellten „Barter-Center“ in Berlin, Frankfurt, München und wohl auch Heidelberg dar, die es Amerikanern ermöglichten, Wertgegenstände von Deutschen gegen Artikel aus US-amerikanischer Produktion zu erwerben. 1948, nach der Währungsreform, verloren die Tauschzentralen in Westdeutschland schnell an Bedeutung. In der DDR sowie in Österreich existierten sie noch bis in die Fünfzigerjahre.

## Verbreitung und Konzeptionelle Einordnung
Zwar existiert ein Verzeichnis einzelner Orte, an denen es nachweislich Tauschzentralen gegeben hat. Allerdings dürfte dieses Verzeichnis bei Weitem nicht vollständig sein und bietet somit keinen Eindruck hinsichtlich der Verbreitung dieser Tauschsysteme. Immerhin, auch in Wikipedia finden sich unter diesem Begriff einige Einträge, die an diese Einrichtungen erinnern, etwa die eines Autohauses, das 1947 als Tauschzentrale gegründet worden war.
Tauschzentralen lassen sich als eine spezifische Form des Tauschhandels interpretieren. Dabei ist zu betonen, dass es sich hier – abweichend von dem ansonsten gebräuchlichen Verständnis von Tausch als einem Vertrag zwischen zwei Partnern – um ein zentral kontrolliertes multilaterales Arrangement handelt.